# Sulcia nocturna
Sulcia nocturna är en spindelart som beskrevs av Josef Kratochvíl 1938. Sulcia nocturna ingår i släktet Sulcia och familjen Leptonetidae.
Artens utbredningsområde är Kroatien. Inga underarter finns listade i Catalogue of Life.